# Турусинов, Александр Павлович
Алекса́ндр Па́влович Туру́синов (21 сентября 1917, Гусево, Яранский уезд, Вятская губерния, Российская империя — 6 ноября 1994, Йошкар-Ола, Марий Эл, Россия) — советский партийный и хозяйственный деятель. Первый секретарь Юринского райкома КПСС (1962—1963), председатель Юринского райисполкома (1959—1963), директор совхоза «Советский» Юринского района Марийской АССР (1964—1970). Участник Великой Отечественной войны. Член ВКП(б) с 1944 года.

## Биография
Родился 21 сентября 1917 года в дер. Гусево ныне Оршанского района Марий Эл.
В 1936 году окончил Нартасский сельскохозяйственный техникум Мари-Турекского района Марийской АССР.
В декабре 1938 года призван в РККА. Участник Великой Отечественной войны: старший ветеринарный фельдшер 2 дивизиона 780 артиллерийского полка 207 стрелковой дивизии 3 ударной армии на 2 Прибалтийском фронте, старший лейтенант ветеринарной службы. В 1944 году принят в ВКП(б). Демобилизовался в звании майора. Награждён орденами Отечественной войны II степени (дважды), Красной Звезды и медалями. 
В 1952 году окончил Горьковскую партийную школу. В 1952—1956 годах был секретарём Параньгинского райкома КПСС Марийской АССР. С 1956 года в Юринском районе МарАССР: в 1956—1957 годах — секретарь райкома КПСС, с 1959 года — председатель райисполкома, в 1962—1963 годах — первый секретарь райкома КПСС. В 1960 году окончил Высшую партийную школу при ЦК КПСС. В 1964—1970 годах был директором совхоза «Советский» Юринского района МарАССР.
Его многолетняя партийная и хозяйственная деятельность отмечена орденами «Знак Почёта», медалями, а также почётными грамотами Президиума Марийской АССР (дважды) .
Ушёл из жизни 6 ноября 1994 года в Йошкар-Оле.

## Награды
- Орден Отечественной войны II степени (06.08.1945, 06.04.1985)[5][6]
- Орден Красной Звезды (16.09.1944)[5]
- Орден «Знак Почёта» (1966)[1]
- Медаль «За победу над Германией в Великой Отечественной войне 1941—1945 гг.» (09.05.1945)[4][5]
- Медаль «За освобождение Варшавы»[4][5]
- Медаль «За взятие Берлина» (27.11.1945)[4][5]
- Медаль «За доблестный труд. В ознаменование 100-летия со дня рождения Владимира Ильича Ленина»
- Почётная грамота Президиума Верховного Совета Марийской АССР (1960, 1967)[1]